# MediEvil
MediEvil je série her pro konzole PlayStation. Vytvořilo ji SCE Cambridge Studio a vydavatelem je Sony Computer Entertainment. Hry jsou o zbabělém nemrtvém rytíři Siru Danielu Fortesqueovi.

## Hlavní série

### MediEvil
První hra byla vydána v říjnu 1998. Hra obdržela několik ocenění a celosvětově se do listopadu 1999 prodalo 800 000 kusů. Jednalo se o jednu z prvních her podporujících ovladač Dualshock.
Příběh hry a hrdiny začíná v roce 1286, kdy se středověké království Gallowmere ocitlo v nebezpečí. Zlý čaroděj Zarok pozvedl svou armádu démonů, aby dobyl království. Král Peregrin proto vyslal svého šampiona, Sira Daniela Fortesquea, aby Zaroka zastavil. Po těžké bitvě nakonec Fortesque porazil armádu démonů a nakonec zabil i samotného čaroděje. Následně podlehl svým zraněním. Ve skutečností byl ale Fortesque zbabělec, který zahynul na začátku bitvy zásahem šípu do oka. Jeho armáda však Zarokovo vojsko porazila. O 100 let později se Zarok vrací, aby se znovu pokusil dobýt Gallowmere, a tak oživí armádu nemrtvých. Přitom ovšem oživí i samotného Fortesqua, který tak dostává druhou šanci, aby se stal skutečným hrdinou.

### MediEvil 2
Druhý díl vyšel v dubnu 2000. I tento díl byl přijat kladně kritikou a dočkal se ocenění BAFTA za nejlepší konzolovou hru. Obsahuje řadu vylepšení jako například propracovanější umělou inteligenci, větší a detailnější úrovně, či více zbraní a možností.
Děj se odehrává v Anglii, 500 let po prvním díle. Lord Palethorn nalezne několik stran Zarokovi knihy a rozhodne se jich využít k ovládnutí světa. Potřebuje však najít zbytek stránek. Na Londýn sešle kouzlo věčné temnoty, přitom ovšem oživí i Sira Daniela Fortesquea. Ten se ho s pomocí vědce Hamiltona Kifta a nemrtvé mumie princezny Kiyi snaží zastavit.

### MediEvil: Resurrection
V roce 2005 vyšel remake původní hry pro PlayStation Portable. Děj je z většiny shodný s původní hrou, ale některé věci byly změněny. Taktéž došlo ke změně některých úrovní. Resurrection nebylo přijato tak kladně jako předchozí díly, i přesto se prodalo přes milion kusů.

## Související hry
Na MediEvil bylo odkázáno v několika hrách mimo tuto sérii. Tyto hry většinou vytvořilo právě SCE Cambridge.
- Creatures (1997) – Ve hře lze najít obrázek Zaroka, hlavní zápornou postavu z MediEvil.
- Everybody's Golf 2 (1999) – Tento golfový simulátor nabízí jako jednu z hratelných postav Sira Daniela Fortesquea.
- Primal (2003) – Ve hře lze vidět v jedné ze scén model Sira Daniela a lze najít i jednu lokaci z Medievila.
- Ghosthunter (2004) – Ve hře se lze setkat s postavou jménem Plukovník Freddie Fortesque, který je očividně inspirován Sirem Danielem Fortesquem a ve hře je naznačeno, že by mohl být jeho potomkem.
- WipEout Pure (2005) – Ve hře je loď MediEvil. To bylo zamýšleno jako součást propagace MediEvil Resurrection.
- PlayStation All-Stars Battle Royale (2012) – Bojová hra, v níž se střetávají různé postavy z PlayStationových her. Mezi hratelnými postavami je i Sir Daniel Fortesque. Jedna z úrovní je také tematizována do hřbitova z MediEvil.